# Tomba delle cinque sedie
La tomba della cinque sedie è una tomba ipogea etrusca risalente al VII secolo a.C., scoperta nel 1865 nella necropoli della Banditaccia a Cerveteri.

## Descrizione
La tomba, che si trova all'interno di un tumulo di più di 20 metri di diametro, presenta una struttura architettonica tipica di molte tombe della necropoli: un breve Dromos (corridoio) da cui si accede a due stanze laterali ed ad una stanza principale in fondo al corridoio. 
Deve il nome alle cinque sedie scolpite su una parete della stanza laterale di sinistra della tomba, dove erano poste cinque statuette, tre delle quali ancora intatte: oggi due di queste sono esposte al British Museum di Londra, ed una ai Musei Capitolini di Roma.